# Ireneusz Kojder
Ireneusz Kojder (ur. 1949 w Szczecinie) – polski neurochirurg, profesor nauk medycznych, kierownik Katedry i Kliniki Neurochirurgii  Wydziału Lekarskiego i Stomatologicznego Pomorskiego Uniwersytetu Medycznego w Szczecinie.

## Życiorys
W 1996 r. uzyskał tytuł profesora nauk medycznych. Jest zatrudniony na stanowisku profesora w Katedrze Neurochirurgii na Wydziale Medycyny i Stomatologii Pomorskiego Uniwersytetu Medycznego w Szczecinie.
Był prorektorem w Pomorskiej Akademii Medycznej w Szczecinie.